# Łado Dawydow
Łado (Władimir) Szyrinszajewicz Dawydow (ros. Ладо́ (Владимир) Ширинша́евич Давы́дов; ur. 18 sierpnia 1924 we Władykaukazie, zm. 30 lipca 1987 w Moskwie) – radziecki żołnierz, Bohater Związku Radzieckiego (1944).

## Życiorys
Był Asyryjczykiem. Skończył 4 klasy szkoły, pracował jako szewc, od maja 1941 służył w Armii Czerwonej, ukończył szkołę pułkową. W sierpniu 1942 został zwiadowcą 339. Dywizji Strzeleckiej, walczył na Froncie Północno-Kaukaskim, uczestniczył w obronie Krasnodaru, 20 sierpnia 1942 został ciężko ranny i odesłany do szpitala k. Soczi. Po wyleczeniu walczył w kompanii 255. Brygady Piechoty Morskiej, brał udział w walkach na Froncie Zakaukaskim i Północno-Kaukaskim, uczestniczył w bitwie o Kaukaz, desancie na Małej Ziemi k. Noworosyjska, operacji noworosyjsko-tamańskiej i kerczeńsko-eltigeńskiej, w maju 1944 został wywiadowcą 210. samodzielnej kompanii zwiadowczej, walczył na 1 Froncie Nadbałtyckim. 25 czerwca 1944 wyróżnił się podczas forsowania Zachodniej Dźwiny, gdzie zabił wielu żołnierzy i oficerów wroga i zdobył dokumenty sztabowe. Po wojnie został zdemobilizowany, pracował w fabryce obuwia.

## Odznaczenia
- Złota Gwiazda Bohatera Związku Radzieckiego (22 lipca 1944)
- Order Lenina (22 lipca 1944)
- Order Wojny Ojczyźnianej I klasy (11 marca 1985)
- Medal „Za Odwagę” (16 listopada 1943)

I inne.